# 同相双四角台塔
同相双四角台塔（どうそうそうしかくだいとう、Square orthobicupola）とは、28番目のジョンソンの立体で、二つの正四角台塔(J4)の底面同士を、三角形の面同士が隣り合うように貼りあわせた形である。

## 関連図形
| 正四角台塔 （半分に割る）               | 異相双四角台塔 （片側を45°回す）        | 斜方立方八面体 （間に角柱を追加）           | 双四角台塔反柱 （間に反角柱を追加） |
| 同相双三角台塔 （台塔の角の数を減らす） | 同相双五角台塔 （台塔の角の数を増やす） | 双側台塔切頂立方体 （間に切頂六面体を追加） |                                     |